# John Michael Sherlock
John Michael Sherlock (* 20. Januar 1926 in Regina; † 12. August 2019) war ein kanadischer Geistlicher und römisch-katholischer Bischof von London, Ontario.

## Leben
John Michael Sherlock war zweitältestes von acht Kindern und wuchs in Brantford, Ontario, auf. Vier seiner fünf Brüder traten ebenso in das Priesterseminar ein, wovon letztlich zwei seiner Brüder ebenfalls die Priesterweihe empfingen. John Michael empfing nach seinem Studium der Philosophie und Theologie am Seminar St. Augustine in Toronto am 3. Juni 1950 die Priesterweihe für das Bistum Hamilton.
Papst Paul VI. ernannte ihn am 25. Juni 1974 zum Weihbischof in London und Titularbischof von Macriana in Mauretania. Der Bischof von Hamilton, Paul Francis Reding, spendete ihm am 28. August desselben Jahres die Bischofsweihe; Mitkonsekratoren waren Philip Francis Pocock, Erzbischof von Toronto, und Joseph Francis Ryan, emeritierter Bischof von Hamilton.
Am 7. Juli 1978 wurde er durch Paul VI. zum Bischof von London ernannt und wurde am 21. August desselben Jahres in das Amt eingeführt. John Michael Sherlock war von 1983 bis 1985 Vorsitzender der kanadischen Bischofskonferenz (Canadian Conference of Catholic Bishops CCCB).
Am 27. April 2002 nahm Papst Johannes Paul II. sein altersbedingtes Rücktrittsgesuch an.